# Хутір Грембецького
Хутір Грембецького — колишній хутір у Гриновецькій сільській раді Любарського району Бердичівської округи Української СРР.

## Населення
У 1906 році в поселенні налічувалося 22 мешканці, дворів — 1.
Відповідно до перепису населення СРСР 17 грудня 1926 року, чисельність населення становила 18 осіб, з них 7 чоловіків та 11 жінок; за національністю — українці. Кількість господарств — 4.

## Історія
Час заснування невідомий. У 1906 році — хутір Мотовилівської волості Житомирського повіту Волинської губернії. Відстань до губернського та повітового центру м. Житомир становила 103 версти, до волосного центру містечка Любар — 8 верст. Поштове відділення — міст. Любар.
У березні 1921 року, в складі волості, переданий до новоутвореного Полонського повіту Волинської губернії. У 1923 році включений до складу новоствореної Гриновецької сільської ради, яка 7 березня 1923 року увійшла до складу новоутвореного Любарського району Житомирської округи. 27 червня 1925 року Любарський район передано до складу Бердичівської округи. Відстань до центру сільської ради, с. Гринівці — 3 версти, до районного центру, міст. Любар — 5 верст, до окружного центру в Бердичеві — 65 верст, до найближчої залізничної станції Печанівка — 23 версти.
Знятий з обліку населених пунктів до 1 жовтня 1941 року.